# Euphitrea mandibula
Euphitrea mandibula es una especie de insecto coleóptero de la familia Chrysomelidae.
Fue descrita científicamente en 2006 por Wang & Zhang in Yong Zhang,.